# 増田一穂
増田 一穂（ますだ いちお）は、日本のテレビプロデューサー。日本テレビ元チーフプロデューサー。
日本テレビにてチーフプロデューサー、編成局次長、日本テレビエンタープライズ・日テレイベンツ常務取締役、日本テレビ編成局調査役を歴任した。

## 人物
バラエティからドラマまで幅広く担当し、1997年にチーフプロデューサーに昇格した。
主な番組担当は吉岡正敏とのコンビでの音楽番組が中心で、「日本テレビ音楽祭」は第一回から担当していた。

## 過去の担当番組

### プロデューサー
- DAISUKI!（後にCPに昇格）
- 紅白歌のベストテン
- ザ・トップテン
- 歌のトップテン
- メリー・クリスマス・ショー
- ニッポンテレビ大学
- 爆風スランプのお店
- ヒューヒュー
- 夢の音楽舎
- 全国高等学校クイズ選手権（後にCPに昇格）
- 国民投票制導入!激闘!特番トーナメント
- シャボン玉の消えた日〜シャボン玉ホリデー・笑いにかけた青春物語〜

### チーフプロデューサー
- 日本テレビ音楽祭
- FAN
- FUN
- THE夜もヒッパレ
- 進ぬ!電波少年
- ウッチャンナンチャンのウリナリ!!
- ピカイチ
- 午後は○○おもいッきりテレビ
- 火曜サスペンス劇場
- 水曜ドラマ
- 土曜ドラマ
- TVおじゃマンボウ
- 汐留スタイル!
- スーパージョッキー